# Kanton Marie-Galante
Kanton Marie-Galante is een kanton van het Franse departement Guadeloupe. Kanton Marie-Galante maakt deel uit van het arrondissement Pointe-à-Pitre en telde 10.794 inwoners in 2019. Het kanton is in 2015 opgericht door de fusie van de kantons Capesterre-de-Marie-Galante, Grand-Bourg, en Saint-Louis.

## Gemeenten
De kanton Marie-Galante omvat de volgende gemeenten:
- Capesterre-de-Marie-Galante
- Grand-Bourg
- Saint-Louis